# Cylisticus convexus
Cylisticus convexus är en kräftdjursart som först beskrevs av De Geer 1778.  Cylisticus convexus ingår i släktet Cylisticus och familjen Cylisticidae. Arten är reproducerande i Sverige. Inga underarter finns listade i Catalogue of Life.